# Horseshoe Bend (Idaho)
Horseshoe Bend és una població dels Estats Units a l'estat d'Idaho. Segons el cens del 2000 tenia 770 habitants.

## Demografia
Segons el cens del 2000, Horseshoe Bend tenia 770 habitants, 261 habitatges, i 192 famílies. La densitat de població era de 479,5 habitants/km².
Dels 261 habitatges en un 41% hi vivien nens de menys de 18 anys, en un 55,6% hi vivien parelles casades, en un 10,7% dones solteres, i en un 26,4% no eren unitats familiars. En el 21,8% dels habitatges hi vivien persones soles el 10,3% de les quals corresponia a persones de 65 anys o més que vivien soles. El nombre mitjà de persones vivint en cada habitatge era de 2,79 i el nombre mitjà de persones que vivien en cada família era de 3,23.
Per edats la població es repartia de la següent manera: un 31,6% tenia menys de 18 anys, un 8,2% entre 18 i 24, un 28,6% entre 25 i 44, un 20,8% de 45 a 60 i un 10,9% 65 anys o més.
L'edat mediana era de 32 anys. Per cada 100 dones de 18 o més anys hi havia 116 homes.
La renda mediana per habitatge era de 32.125 $ i la renda mediana per família de 35.882 $. Els homes tenien una renda mediana de 29.583 $ mentre que les dones 24.063 $. La renda per capita de la població era de 12.486 $. Aproximadament l'11,2% de les famílies i el 19,5% de la població estaven per davall del llindar de pobresa.

## Poblacions més properes
El següent diagrama mostra les poblacions més properes.